# Pleurotomella
Pleurotomella é um gênero de gastrópodes pertencente a família Raphitomidae.

## Espécies
- Pleurotomella aculeata (Webster, 1906)
- Pleurotomella aculeola (Hedley, 1915)
- Pleurotomella allisoni Rehder & Ladd, 1973
- Pleurotomella amphiblestrum (Melvill, 1904)[3]
- Pleurotomella amplecta (Hedley, 1922)
- Pleurotomella anceyi (Dautzenberg & Fischer, 1897)[4]
- Pleurotomella annulata Thiele, 1912[5]
- Pleurotomella anomalapex Powell, 1951[6]
- †Pleurotomella balcombensis (Powell, 1944)
- †Pleurotomella bateroensis Lozouet, 1999
- Pleurotomella bathybia Strebel, 1908
- †Pleurotomella bellistriata Clark, 1895
- Pleurotomella benedicti Verrill, 1884[7]
- †Pleurotomella bezanconi Cossmann, 1902
- †Pleurotomella bezoyensis Lozouet, 2017
- Pleurotomella borbonica J.C. Melvill, 1923
- Pleurotomella brenchleyi (Angas, 1877)
- Pleurotomella buccinoides (Shuto, 1983)
- Pleurotomella bullata (Laseron, 1954)
- Pleurotomella bureaui (Dautzenberg & Fischer, 1897)[8]
- Pleurotomella cala (R. B. Watson, 1886)
- Pleurotomella cancellata Sysoev, 1988[9]
- Pleurotomella capricornea (Hedley, 1922)
- †Pleurotomella chapplei (Powell, 1944)
- Pleurotomella circumvoluta (Watson, 1881)[10]
- Pleurotomella clathurellaeformis Schepman, 1913[11]
- Pleurotomella coelorhaphe (Dautzenberg & Fischer H., 1896)[12]
- Pleurotomella compacta (Hedley, 1922)
- †Pleurotomella contigua (Powell, 1944)
- Pleurotomella corrida Dall, 1927[13]
- †Pleurotomella cuspidata (Chapple, 1934)
- Pleurotomella deliciosa Thiele, 1912[14]
- Pleurotomella demosia (Dautzenberg & Fischer, 1896)[15]
- †Pleurotomella dimeres (Cossmann, 1889)
- Pleurotomella dinora Dall, 1908[16]
- Pleurotomella ecphora (Melvill, 1904)[17]
- Pleurotomella elisa Thiele, 1925[18]
- Pleurotomella elusiva (Dall, 1881)[19]
- Pleurotomella endeavourensis Dell, 1990[20]
- Pleurotomella enderbyensis Powell, 1958[21]
- Pleurotomella enora (Dall, 1908)[22]
- †Pleurotomella eomargaritata Lozouet, 2015
- †Pleurotomella esmeralda Olsson, 1964
- †Pleurotomella espisbosensis Lozouet, 2015
- Pleurotomella eulimenes (Melvill, 1904)[23]
- Pleurotomella eurybrocha (Dautzenberg & Fischer, 1896)[24]
- Pleurotomella evadne Melvill, 1912[25]
- Pleurotomella expeditionis (Dell, 1956)
- Pleurotomella formosa (Jeffreys, 1867)[26]
- †Pleurotomella fragilis (Deshayes, 1834)
- Pleurotomella frigida Thiele, 1912[27]
- Pleurotomella gibbera Bouchet & Warén, 1980[28]
- †Pleurotomella goniocolpa (Cossmann, 1889)
- †Pleurotomella granulatorappardi Janssen, 1979
- Pleurotomella granuliapicata Okutani, 1964[29]
- †Pleurotomella grimmertingenensis Marquet, Lenaerts & Laporte, 2016
- †Pleurotomella guespellensis (Cossmann, 1889)
- Pleurotomella hadria (Dall, 1889)[30]
- Pleurotomella hayesiana (Angas, 1871)
- Pleurotomella helena Thiele, 1925[31]
- Pleurotomella herminea Dall, 1919[32]
- Pleurotomella hermione (Dall, 1919)[33]
- Pleurotomella hypermnestra Melvill, 1912[34]
- Pleurotomella imitator (Dall, 1927)[35]
- Pleurotomella innocentia (Dell, 1990)
- †Pleurotomella insignifica (Heilprin, 1879)
- †Pleurotomella intermedia Gougerot & Le Renard, 1982
- Pleurotomella ipara (Dall, 1881)[36]
- †Pleurotomella irminonvilla Pacaud, 2021
- Pleurotomella itama (Melvill, 1906)[37]
- Pleurotomella lucasii (Melvill, J.C., 1904)
- Pleurotomella maitasi Engl, 2008[38]
- Pleurotomella marshalli (Sykes, 1906)[39]
- †Pleurotomella megapex Lozouet, 1999
- Pleurotomella minuta Sysoev & Ivanov, 1985[40]
- †Pleurotomella neerrepenensis Marquet, Lenaerts & Laporte, 2016
- Pleurotomella nipri (Numanami, 1996)
- Pleurotomella normalis (Dall, 1881)[41]
- Pleurotomella obesa Bouchet & Warén, 1980[42]
- Pleurotomella ohlini (Strebel, 1905)[43]
- Pleurotomella orariana (Dall, 1908)[44]
- †Pleurotomella orthocolpa Cossmann, 1902
- Pleurotomella packardii Verrill, 1872[45]
- Pleurotomella pandionis (A. E. Verrill, 1880)[46]
- Pleurotomella papyracea (Watson, 1881)[47]
- Pleurotomella parella Dall, 1908[48]
- Pleurotomella perpauxilla (Watson, 1881)[49]
- Pleurotomella petiti Kantor, Harasewych & Puillandre, 2016
- †Pleurotomella polycolpa (Cossmann, 1889)
- Pleurotomella porcellana (Watson, 1886)[50]
- †Pleurotomella protocarinata Lozouet, 2017
- †Pleurotomella protocostulata Lozouet, 2017
- Pleurotomella pudens (Watson, 1881)[51]
- Pleurotomella puella Thiele, 1925[52]
- †Pleurotomella quoniamensis (Boussac in Périer, 1941)
- †Pleurotomella rappardi (von Koenen, 1867)
- †Pleurotomella rappardiformis Lozouet, 2017
- Pleurotomella rossi Dell, 1990[53]
- †Pleurotomella rothauseni (Gürs, 1998)
- Pleurotomella rugosa (Laseron, 1954)
- Pleurotomella sandersoni Verrill, 1884[54]
- Pleurotomella sansibarica Thiele, 1925[55]
- Pleurotomella sepulta (Laseron, 1954)
- Pleurotomella siberutensis (Thiele, 1925)[56]
- Pleurotomella simillima Thiele, 1912[57]
- Pleurotomella spicula (Laseron, 1954)
- †Pleurotomella spinosa Lozouet, 2015
- †Pleurotomella striarella (Lamarck, 1804)
- †Pleurotomella striatulata Lamarck, 1822
- Pleurotomella thalassica Dall, 1919[58]
- Pleurotomella tippetti Kantor, Harasewych & Puillandre, 2016
- Pleurotomella ursula Thiele, 1925[59]
- †Pleurotomella vagans (Koch & Wiechmann, 1872)
- Pleurotomella vaginata Dall, 1927[60]
- Pleurotomella vera Thiele, 1925[61]
- Pleurotomella vercoi (G.B. Sowerby III, 1896)
- †Pleurotomella verticicostata Brébion, 1992
- Pleurotomella virginalis Thiele, 1925[62]
- Pleurotomella ybessa Figueira & Absalão, 2012

## Sinônimos
- Pleurotomella abbreviata Schepman, 1913: sinônimo de Buccinaria abbreviata (Schepman, 1913) (combinação original)
- Pleurotomella abyssorum (Locard, 1897): sinônimo de Gymnobela abyssorum (Locard, 1897)
- Pleurotomella adelpha Dautzenberg & Fischer, 1896: sinônimo de Phymorhynchus sulciferus (Bush, 1893)
- Pleurotomella affinis Schepman, 1913: sinônimo de Cryptodaphne affinis (Schepman, 1913) (combinação original)
- Pleurotomella agassizi (Verrill & S. Smith, 1880): sinônimo de Gymnobela agassizii (Verrill & S. Smith [in Verrill], 1880)
- Pleurotomella aguayoi (Carcelles, 1953):[63] sinônimo de Austrotoma aguayoi (Carcelles, 1953)
- Pleurotomella aperta Dall, 1927: sinônimo de Teretiopsis thaumastopsis (Dautzenberg & H. Fischer, 1896)
- Pleurotomella aquilarum engonia Verrill, 1884: sinônimo de Gymnobela engonia Verrill, 1884
- Pleurotomella araneosa (Watson, 1881):[64] sinônimo de Xanthodaphne araneosa (R. B. Watson, 1881)
- Pleurotomella argeta Dall, 1890: sinônimo de Xanthodaphne argeta (Dall, 1890)
- Pleurotomella atlantica Locard, 1897: sinônimo de Kryptos koehleri (Locard, 1896)
- Pleurotomella atypha Bush, 1893: sinônimo de Gymnobela atypha (Bush, 1893) (combinação original)
- Pleurotomella bairdi [sic]: sinônimo de Gymnobela bairdii (Verrill & S. Smith [in Verrill], 1884) (misspelling)
- Pleurotomella bairdi Verrill & Smith, 1884:[65] sinônimo de Gymnobela bairdii (Verrill & S. Smith [in Verrill], 1884)
- Pleurotomella bandella (Dall, 1881):[66] sinônimo de Benthomangelia bandella (Dall, 1881)
- Pleurotomella bathyiberica Fechter, 1976: sinônimo de Theta vayssierei (Dautzenberg, 1925)
- Pleurotomella biconica Schepman, 1913: sinônimo de Acamptodaphne biconica (Schepman, 1913) (combinação original)
- Pleurotomella bruneri Verrill & S. Smith [in Verrill], 1884: sinônimo de Xanthodaphne bruneri (Verrill & S. Smith [in Verrill], 1884) (combinação original)
- Pleurotomella bullioides Sykes, 1906: sinônimo de Lusitanops bullioides (Sykes, 1906) (combinação original)
- Pleurotomella castanea Dall, 1896: sinônimo de Phymorhynchus castaneus (Dall, 1896) (combinação original)
- Pleurotomella catasarca Dall, 1889: sinônimo de Theta chariessa (R. B. Watson, 1881)
- Pleurotomella catharinae Verrill & S. Smith, 1884: sinônimo de Famelica catharinae (Verrill & S. Smith [in Verrill], 1884)
- Pleurotomella ceramensis Schepman, 1913: sinônimo de Gymnobela ceramensis (Schepman, 1913) (combinação original)
- Pleurotomella chariessa (Watson, 1881):[67] sinônimo de Theta chariessa (R. B. Watson, 1881)
- Pleurotomella clarinda Dall, 1908: sinônimo de Phymorhynchus clarinda (Dall, 1908) (combinação original)
- Pleurotomella climacella Dall, 1895: sinônimo de Belomitra climacella (Dall, 1895) (combinação original)
- †Pleurotomella cossmanni L. Morellet & J. Morellet, 1946: sinônimo de  †Pleurotomella irminonvilla Pacaud, 2021 (inválido: homônimo júnior de Pleurotomella cossmanni Koperberg, 1931; P. irminonvilla é um nome substituto)
- Pleurotomella costlowi Petuch, 1974: sinônimo de Bathybela tenelluna (Locard, 1897)
- Pleurotomella curta (A. E. Verrill, 1884): sinônimo de Gymnobela aquilarum (R. B. Watson, 1882)
- Pleurotomella dalli Bush, 1893: sinônimo de Corinnaeturris leucomata (Dall, 1881)
- Pleurotomella demulcata Locard, 1897: sinônimo de Kryptos koehleri (Locard, 1896)
- Pleurotomella diastropha Dautzenberg & Fischer, 1896: sinônimo de Pleurotomella packardii packardii Verrill, A.E., 1872
- Pleurotomella diomedae Verrill, 1884: sinônimo de Benthomangelia antonia (Dall, 1881)
- Pleurotomella diomedeae Verrill & S. Smith [in Verrill], 1884: sinônimo de Benthomangelia antonia (Dall, 1881)
- Pleurotomella dubia Schepman, 1913: sinônimo de Gymnobela dubia (Schepman, 1913) (combinação original)
- Pleurotomella ebor Okutani, 1968: sinônimo de Cryptomella ebor (Okutani, 1968) (combinação original)
- Pleurotomella edgariana (Dall, 1889):[68] sinônimo de Gymnobela edgariana (Dall, 1889)
- Pleurotomella emertoni Verrill & S. Smith [in Verrill], 1884: sinônimo de Gymnobela emertoni (Verrill & S. Smith [in Verrill], 1884) (combinação original)
- Pleurotomella engonia (A. E. Verrill, 1884): sinônimo de Gymnobela engonia Verrill, 1884
- Pleurotomella esilda Dall, 1908: sinônimo de Leucosyrinx esilda (Dall, 1908) (combinação original)
- Pleurotomella extensaeformis Schepman, 1913: sinônimo de Mioawateria extensaeformis (Schepman, 1913) (combinação original)
- Pleurotomella fastosa Hedley, 1907: sinônimo de Microdrillia fastosa (Hedley, 1907) (combinação original)
- Pleurotomella frielei Verrill, 1885: sinônimo de Gymnobela frielei (Verrill, 1885) (combinação original)
- Pleurotomella fulvotincta (Dautzenberg & Fischer, 1896): sinônimo de Gymnobela fulvotincta (Dautzenberg & Fischer, 1896)
- Pleurotomella gradata Schepman, 1913: sinônimo de Cryptodaphne gradata (Schepman, 1913) (combinação original)
- Pleurotomella gregaria Sykes, 1906: sinônimo de Gymnobela leptoglypta (Dautzenberg & Fischer, 1896)
- Pleurotomella gypsina Dall, 1895: sinônimo de Pleurotomoides gypsina (Dall, 1895)
- Pleurotomella heterogramma Odhner, 1960: sinônimo de Xanthodaphne heterogramma (Odhner, 1960) (combinação original)
- Pleurotomella ida Thiele, 1925: sinônimo de Philbertia capensis (E. A. Smith, 1882): sinônimo de Tritonoturris capensis (E. A. Smith, 1882) (sinônimo júnior)
- Pleurotomella illicita (Dall, 1927): sinônimo de Gymnobela illicita Dall, 1927
- Pleurotomella isogonia Dall, 1908: sinônimo de Gymnobela isogonia (Dall, 1908) (combinação original)
- Pleurotomella jeffreysi Verrill, 1885: sinônimo de Theta chariessa (R. B. Watson, 1881)
- Pleurotomella koehleri Locard, 1896: sinônimo de Kryptos koehleri (Locard, 1896)
- Pleurotomella leptalea Bush, 1893: sinônimo de Xanthodaphne leptalea (Bush, 1893) (combinação original)
- Pleurotomella lineola Dall, 1927: sinônimo de Gymnobela lineola (Dall, 1927) (dubious synonym)
- Pleurotomella lottae Verrill, 1885:[69] sinônimo de Azorilla lottae (Verrill, 1885)
- Pleurotomella lusitanica Sykes, 1906: sinônimo de Lusitanops lusitanica [sic]: sinônimo de Lusitanops lusitanicus (Sykes, 1906) (combinação original)
- Pleurotomella lyronuclea A. H. Clarke, 1959: sinônimo de Theta lyronuclea (A. H. Clarke, 1959) (combinação original)
- Pleurotomella megalembryon (Dautzenberg & H. Fischer, 1896): sinônimo de Azorilla megalembryon (Dautzenberg & H. Fischer, 1896)
- Pleurotomella oceanica Dall, 1908: sinônimo de Cryptomella oceanica (Dall, 1908) (combinação original)
- Pleurotomella oceanida Dall, 1919: sinônimo de Pleurotomella orariana (Dall, 1908)
- Pleurotomella pachia (Watson, 1881):[70] sinônimo de Xanthodaphne pachia (R. B. Watson, 1881)
- Pleurotomella polystephanus Dall, 1908: sinônimo de Cryptogemma polystephanus (Dall, 1908) (combinação original)
- Pleurotomella pyriformis Schepman, 1913: sinônimo de Xanthodaphne pyriformis (Schepman, 1913) (combinação original)
- Pleurotomella raineri Engl, 2008:[71] sinônimo de Xanthodaphne raineri (Engl, 2008) (combinação original)
- Pleurotomella reconditum (Locard, 1891):[72] sinônimo de Bela nuperrima (Tiberi, 1855)
- Pleurotomella rhytismeis Melvill, 1910: sinônimo de Taranis rhytismeis (Melvill, 1910) (combinação original)
- Pleurotomella saffordi Verrill & S. Smith [in Verrill], 1884: sinônimo de Pleurotomella packardii Verrill, 1872
- Pleurotomella simplicissima Dall, 1907: sinônimo de Paraspirotropis simplicissima (Dall, 1907) (combinação original)
- Pleurotomella stearina Dall, 1889: sinônimo de Theta chariessa (R. B. Watson, 1881)
- Pleurotomella suffusa (Dall, 1890): sinônimo de Xanthodaphne suffusa (Dall, 1890)
- Pleurotomella sulcifera Bush, 1893: sinônimo de Phymorhynchus sulciferus (Bush, 1893) (combinação original)
- Pleurotomella tcherniai (Gaillard, 1955):[73] sinônimo de Xymenopsis tcherniai (Gaillard, 1954)
- Pleurotomella tincta Verrill, 1885: sinônimo de Gymnobela emertoni (Verrill & S. Smith [in Verrill], 1884)
- Pleurotomella virgo Okutani, 1966: sinônimo de Bathytoma virgo (Okutani, 1966) (combinação original)
- Pleurotomella vitrea Verrill, 1885: sinônimo de Gymnobela agassizii (Verrill & S. Smith [in Verrill], 1880)
- Pleurotomella xylona Dall, 1908: sinônimo de Gymnobela xylona (Dall, 1908) (combinação original)